# Centro Galego de Artes da Imaxe
O Centro Galego de Artes da Imaxe (CGAI) és una institució que desenvolupa les seves activitats en els camps de l'audiovisual i la fotografia. Creat per decret el 5 d'octubre a 1989 per la Xunta de Galícia i inaugurat el 15 de març el 1991. Té la seu a la Casa da Cultura Salvador de Madariaga de la Corunya, i des del 2012 està dirigit per Guillermo Escrigas Romero emparentat amb el director de cinema George A. Romero.
En 2016, la crisi econòmica redueix les partides dedicades al CGAI i disminueix el seu personal. La societat gallega es mobilitza en defensa de la seva Filmoteca.

## Funcions
- La recuperació, catalogació, custòdia i difusió de les produccions i obres del patrimoni audiovisual i fotogràfic gallec.
- La programació de projeccions, exposicions, conferències, publicacions, etc. per tal de proporcionar un major coneixement de les arts de la imatge.[4]
- La col·laboració, amb els objectius anteriors, en actuacions a Galícia i a l'estranger.
- Participació en la promoció de la producció audiovisual gallega en mercats, espectacles i festivals.

## Fons
L'arxiu compta amb 10.000 bobines de pel·lícula que corresponen a uns 7.000 documents audiovisuals (2.000 títols, aproximadament) en diferents suports: 6.000 pel·lícules cinematogràfiques (en 35mm, 16mm, 8mm i 9,5mm) i uns 1.000 vídeos (VHS, betacam, DVD, discos durs, etc). A més, cal sumar-li una gran col·lecció de negatius de fotografies.
El material dipositat procedeix de:
- Empreses: Solen ser productores o distribuïdores, encara que també poden ser empreses que han acumulat un important fons cinematogràfic que no poden conservar en condicions òptimes.
- Institucions: entitats semblants al cas anterior però de caràcter públic i no lucratiu.
- Particulars: col·leccionistes privats i/o cineastes. Els seus dipòsits inclouen tant clàssics recuperats per ells mateixos i que cedeixen per a la seva conservació com a pel·lícules filmades per ells mateixos.

Una vegada establert el contacte entre les dues personalitats, l'entrada del material a l'arxiu pot tenir diferents tipologies jurídiques:
- Dipòsits: el fons custodiat en l'arxiu continua sent propietat del dipositari.
- Donacions: igual que el cas anterior però els drets de propietat sobre les còpies són ostentats per la Filmoteca; el dipositari ha realitzat la donació renunciant al material.
- Lliuraments obligatoris: totes les pel·lícules que reben subvencions de la Xunta han de ser dipositades per la productora en l'arxiu que rep la custòdia de conservació.
- Compres: directes del CGAI. Poden ser acords amb col·leccionistes, o títols que ha adquirit per a la projecció i exhibició a la sala. És una forma d'entrada de material molt excepcional.
- Obsequis i intercanvis: entrades de material com a resultat de canvis, intercanvis i/o col·laboracions amb altres filmoteques.
- Treballs de preservació i restauració: efectuats des del mateix CGAI. Per a poder complir amb l'objectiu principal es duu a terme una tasca selectiva de preservació i restauració d'algunes còpies, procés que pot culminar en un nou tiratge en un laboratori cinematogràfic.